# Kinkeli
Kinkeli är en sjö i Finland. Den ligger i kommunen Puolango i landskapet Kajanaland, i den centrala delen av landet, 600 km norr om huvudstaden Helsingfors. Kinkeli ligger 189 meter över havet. Den är 7 meter djup. Arean är 88,2 hektar och strandlinjen är 4,66 kilometer lång. Sjön  ingår i Ijo älvs huvudavrinningsområde. 